# Nanango
Nanango /nəˈnæŋɡoʊ/ là một thị trấn trực thuộc khu vực South Burnett, tiểu bang Queensland, Úc. Đây là đô thị cổ thứ tư ở bang này. Tại cuộc điều tra dân số năm 2006, dân số Nanango là 3.083 người. Thị trấn cách Brisbane, thủ phủ tiểu bang, khoảng 210 km về phía tây bắc, tại giao điểm của Xa lộ D'Aguilar và Xa lộ Burnett.

## Lịch sử
Cư dân đầu tiên của Nanango là người Wakka Wakka, một bộ tộc thổ dân nguyên trú Úc. Từ xa xưa, người dân tộc bản địa vẫn thường đi ngang qua nơi này để đến tham gia lễ hội cây Bunya diễn ra trong vùng, diễn ra vào mùa thu hoạch quả cây này. Đối với các bộ tộc bản địa, quả và hạt cây bunya (có hình dạng giống trái thông) không chỉ là nguyên liệu để làm lương thực lâu dài, mà các lễ hội bunya còn là một dịp sinh hoạt văn hóa truyền thống ngàn đời. Nhiều người bản xứ ở các vùng xa hơn như miền Bắc New South Wales ở phía Nam, hay Sông Maranoa ở phía bắc, mất cả tháng trời để đi bộ đến xem lễ hội.
Người định cư châu Âu bắt đầu đến vùng này năm 1847, khi hai nhà chăn nuôi John Borthwick và William Oliver từ Ipswich đến đây lập trang trại nuôi cừu. Mảnh đất Oliver chọn rộng đến hơn 500 km² gồm 4 khu nhỏ đặt tên là Coolabunia, Booie, Broadwater và Nanango.
Cơ sở thương mại đầu tiên trong vùng là quán Goode's Inn, do nhà đào vàng Jacob Goode lập nên. Quán Goode là điểm dừng chân nghỉ ngơi của du khách đi từ Brisbane và Limestone (tên cũ của Ipswich) đến các vùng nông thôn sâu trong nội địa, và cũng là nơi gặp gỡ của các chủ chăn cừu Taromeo, Tarong và Nanango, những cư dân đầu tiên trong vùng. Sau vài năm Nanango nhanh chóng phát triển thành một thị trấn quy mô nhỏ. Quán ăn tồi tàn của ông Goode cũng được cấp phép xây dựng thành khách sạn, với tên gọi "Khách sạn Burnett bên bờ Suối Barambah (Burnett Hotel situated at Barambah Creek). Lễ cấp phép xây dựng khách sạn diễn ra ngày 26 tháng 4 năm 1849.
Bưu cục Goode's Inn Post Office mở cửa ngày 5 tháng 1 năm 1852. Sau đó, nó được đổi tên thành Bưu cục Burnett Inn năm 1855 và Bưu cục Nanango năm 1859.
Tên gọi Nanango xuất phát từ "Nunangi" trong tiếng Wakka Wakka. Hiện nay có nhiều cách lý giải khác nhau về nguồn gốc của cách gọi này. Trong tiếng Wakka Wakka, từ Nunangi vừa có nghĩa "một ao (hố) nước lớn", vừa là tên riêng của một tộc trưởng người thổ dân bản địa lúc người di cư đến khai hoang lập nghiệp. Về phần người thổ dân, họ gọi vùng đất này là "Noogoonida", nghĩa là "nơi các dòng nước gặp nhau".
Nghề chăn nuôi bò thịt, bò sữa và đốn gỗ (đặc biệt là gỗ xoan đỏ) là những ngành nghề chính trong vùng. Sau khi tìm thấy vàng ở vùng Seven Mile Diggings gần Nanango năm 1867 kéo theo một cuộc đổ xô tìm vàng nhỏ khiến dân số trong vùng gia tăng đáng kể. Tuy nhiên trữ lượng vàng không nhiều cho lắm, số lượng phu đào vàng lúc cao nhất cũng chỉ khoảng 700 người, trong đó có nhiều người là người Trung Quốc. Một đợt bùng nổ dân số thứ hai diễn ra khi tuyến đường sắt Brisbane Valley mở rộng đến Yarraman năm 1911. Ngày 13 tháng 11, một tuyến đường sắt khác từ Theebine qua Kingaroy đến Nanango được hoàn thành, Nanango thành ga cuối của tuyến. Chính quyền dự tính xây dựng thêm 22.5 km còn lại để nối Nanango với Yarraman, nhưng không bao giờ khởi công.

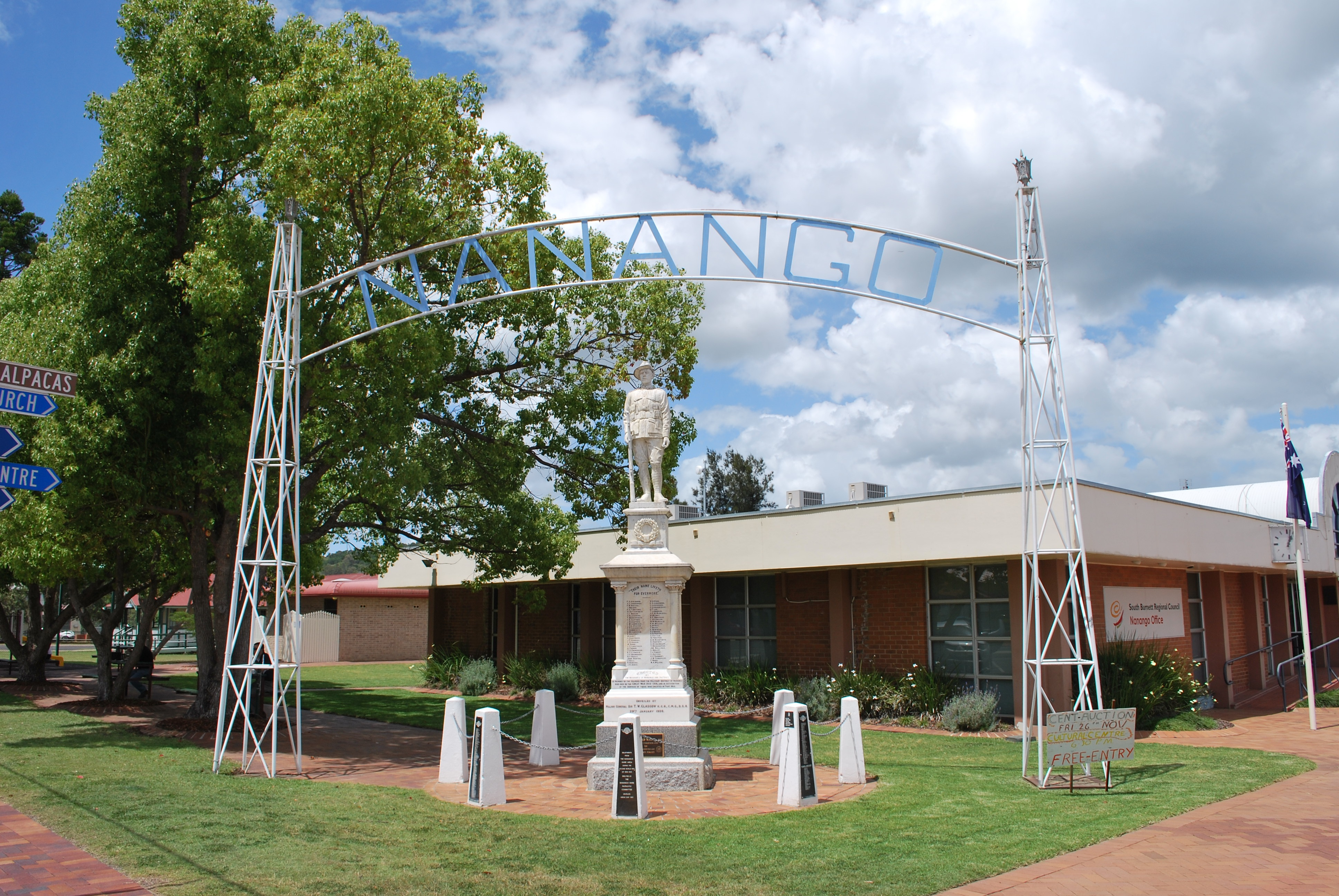
Đài tưởng niệm Chiến tranh Nanango

Ngày 29 tháng 1 năm 1920, khai trương Đài tưởng niệm Chiến tranh tại Nanango. Đến dự có Trung tướng Thomas William Glasgow.
Sau Chiến tranh thế giới thứ nhất, thị trấn phát triển khá chậm. Đến đầu những năm 70, khi Nhà máy điện Tarong được hoàn thành, dân số trong vùng bắt đầu gia tăng rõ rệt. Nguồn cấp nước chính trong vùng lúc đầu là đập tràn McCauley, sau này nhà chức trách đào thêm ba giếng nước ngầm gần Suối Barker và suối Meandu.

## Danh thắng nổi tiếng
Nanango có một số địa điểm được xếp hạng di sản địa phương, bao gồm:
- Nhà máy Bơ Nanango, đường George Street[8]

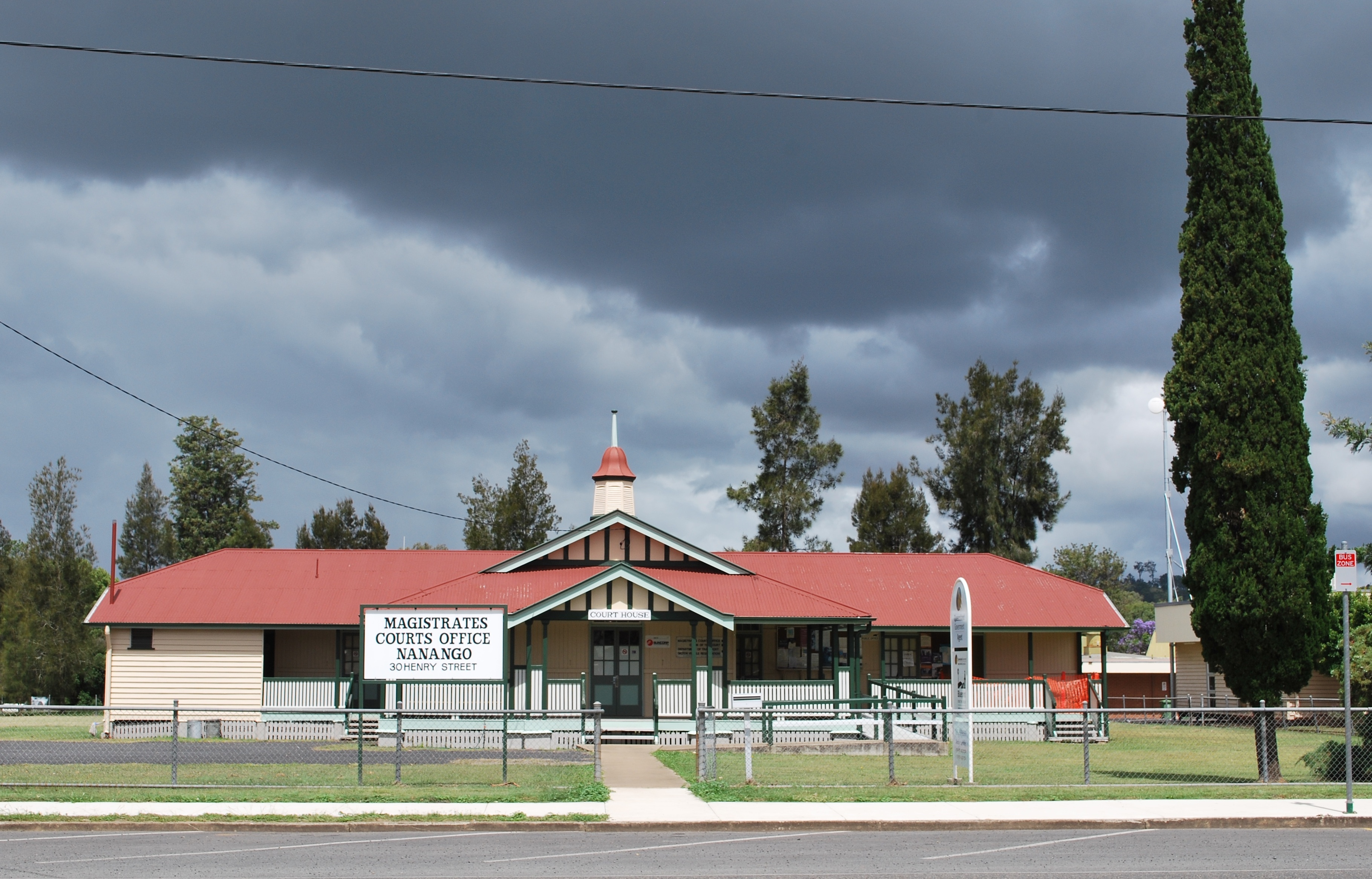
Tòa án Nanango, số 30 Henry Street[9]  - Court house

## Climate
Khí hậu trong vùng tương đối giống với Kingaroy, tuy nhiên do nằm gần vùng đèo và núi cao nên mùa đông nơi đây lạnh hơn và ẩm hơn.

## Kinh tế
Các ngành nghề chính trong vùng là phát điện, khai thác mỏ, trồng trọt, chăn nuôi bò, lợn, nuôi bò sữa, trồng rừng và khai thác gỗ, tròng cây nông nghiệp ngắn ngày, trồng cây thuốc, thủ công mỹ nghệ và du lịch.

## Giáo dục
Nanango có hai trường tiểu học, gồm Trường Tiểu học Nanango nằm gần Suối Barkers và Trường Công giáo St. Patricks. Trường Trung học Nanango thành lập năm 1982, có diện tích trên 35 mẫu Anh. Trường có trên 500 học sinh theo học, cùng một lớp học dành cho trẻ em khuyết tật (SEU).

## Văn hóa
Nanango nổi tiếng với đời số văn hóa nghệ thuật và thể thao sôi động. Nơi đây có nhiều lò gốm sứ, phòng tranh và nhiều cơ sở sản xuất đồ thủ công mỹ nghệ. Thị trấn còn có nhiều câu lạc bộ giao lưu văn hóa và thể thao như: Câu lạc bộ của Hội cựu binh Úc (RSL), xe đạp, phóng tiêu, gôn, bowling trên cỏ và bắn cung. Trong các khu dân cư nội thị và vùng lân cận còn có 13 công viên cây xanh là nơi lưu trú của hơn 250 loài chim.

## Du lịch
Do nằm cách Brisbane chỉ khoảng 200 cây số, Nanango từ lâu đã trở thành điểm du lịch ngắn ngày và cuối tuần của du khách vùng đô thị Đông Nam Queensland. Ngoài ra, khách đi theo đường bộ từ Rockhampton ở phía bắc đến Sydney/Melbourne ở phía nam cũng thường chọn Nanango làm điểm dừng chân để khám phá. Khu trung tâm thị trấn sở hữu nhiều tượng điêu khắc gỗ và tranh gỗ, thể hiện một phần lịch sử của thị trấn vốn gắn liền với nghề đốn gỗ, trồng trọt và khai thác mỏ.
Nhiều công trình lớn nhỏ trong thị trấn vẫn còn mang dấu ấn của thời kỳ đầu mới thành lập, trong đó có Nhà Ringsfield (Ringsfield House), kiến trúc Queenslander xây dựng năm 1908 bởi kiến trúc sư Robin Dods, hiện tại là trụ sở của Hội Sử học Nanango. Tuy nhiên hỏa hoạn do quản lý kém đã tàn phá đi nhiều công trình trong khu phố nội thị, đặc biệt là vụ cháy năm 1940 thiêu rụi hoàn toàn dãy cửa hàng ở mặt nam đường Drayton Street nằm giữa đường Fitzroy và Henry Street. Điều này khiến cho kiến trúc trong khu vực mang đặc thù những năm 1950. Công trình duy nhất còn "bám trụ" được sau vụ cháy là "Nobby's Corner", nằm ở góc đường. Lầu trên của ngôi nhà có ban công rộng, đó là đặc trưng của phong cách nhà cổ thời kỳ đầu của thị trấn.
Nanango tọa lạc ở vị trí cửa ngõ trong vùng, kết nối với nhiều thị trấn lân cận. Từ đây có thể di chuyển đến nhiều điểm tham quan trong ngày như Con đường Nho và Rượu, Núi Bunya, Thác Coomba và tour tìm vàng tại Seven Mile Diggings. Tuyến đường "Great Bunya Drive" được khai trương năm 2006, đi qua thị trấn và nhiều danh thắng nổi tiếng trong vùng.
Chợ quê Nanango được công nhận là chợ phiên lớn nhất của miền Đông Nam tiểu bang họp vào ngày thứ bảy đầu tiên mỗi tháng. Bình thường chợ có khoảng 400 gian hàng đăng ký hoạt động, nhưng phiên chợ tháng 12 năm 2013 có tới 800 gian hàng.
Cơ sở lưu trú trong thị trấn không nhiều, chủ yếu là các nhà trọ motel và bãi đỗ xe caravan.

## Sự kiện
Nanango có nhiều cơ sở văn hóa nghệ thuật do các đoàn ca nhạc và nhóm nhạc trong vùng biểu diễn. Nhiều hoạt động văn nghệ thường tổ chức ở đường chạy Lee Park phía nam thành phố
Các sự kiện thường niên lớn trong vùng bao gồm Giải Đua xe đạp Quốc tế Criterium (tháng 2); Nanango Show (tổ chức tại Sân Triển lãm Nanango tháng 4); Lễ hội Trung Cổ Nanango (ngày thứ bảy thứ tư của tháng 8); Lễ hội Nghệ thuật Nanango (tổ chức vào tháng 10); the Đại nhạc hội Đồng quê Nanango (tháng 9); Lễ hội Mardi Gras (tháng 10), và Lễ Diễu hành Giáng Sinh (tháng 12).